# Newland (North Yorkshire)
Newland – osada i civil parish w Anglii, w North Yorkshire, w dystrykcie (unitary authority) North Yorkshire. W 2011 civil parish liczyła 202 mieszkańców.